# Daniel Kutev
Daniel Venelin Kutev (in bulgaro Даниел Венелин Кутев?; Zlatograd, 6 marzo 1991) è un calciatore bulgaro, attaccante svincolato.

## Carriera
Ha giocato nella massima serie dei campionati greco e bulgaro.